# حمام صادق خان
حمام صادق خان مربوط به دوره قاجار است و در ساری، خیابان قارن، کوچه جهان نما، کوچه قلیچ واقع شده و این اثر در تاریخ ۱۱ مرداد ۱۳۸۴ با شمارهٔ ثبت ۱۲۵۵۰ به‌عنوان یکی از آثار ملی ایران به ثبت رسیده است.